# Blanche Baker

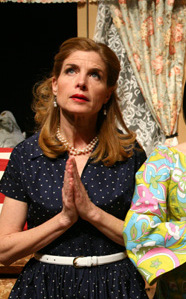
Blanche Baker in 2007

Blanche Baker (New York, 20 december 1956), geboren als Blanche Garfein, is een Amerikaans actrice, filmproducente en scenarioschrijfster.

## Biografie
Baker is een dochter van moeder en actrice Carroll Baker en vader en toneelregisseur Jack Garfein en heeft een zus. Zij heeft van 1974 tot en met 1976 gestudeerd aan de Wellesley College in Wellesley (Massachusetts), en hierna heeft zij drama gestuurd aan de HB Studios in Greenwich Village. 
Baker begon in 1978 met acteren voor televisie in de televisieserie Holocaust. Hierna heeft zij nog meerdere rollen gespeeld in televisieseries en films zoals Sixteen Candles (1984) en Raw Deal (1986). Voor haar rol in de televisieserie Holocaust won zij in 1978 een Emmy Award in de categorie Uitstekende Optreden door een Actrice met een Bijrol in een Televisieserie.
Baker maakte in 1981 haar acteerdebuut in het theater op Broadway met het toneelstuk Lolita. Ondanks lovende recensies was dit een eenmalige optreden in het theater.
Baker is de laatste jaren ook actief als filmproducente en scenarioschrijfster, in deze functies heeft zij in 2012 de korte film Ruth Madoff Occupies Wall Street gemaakt. Als filmproducente heeft zij in 2011 de film The Grand Theft geproduceerd.
Baker was van 1983 tot en met 2002 getrouwd en heeft hieruit drie kinderen. Sinds 2003 is zij opnieuw getrouwd en heeft hieruit een kind.

## Filmografie

### Films
Uitgezonderd korte films.
- 2021 Alice Fades Away - als Roxy
- 2019 Thrasher - als Josephine
- 2018 My Daughter Vanished - als Helen
- 2017 Cries of the Unborn - als dr. Victoria Wise
- 2017 Splitting Image - als Karen
- 2017 Coin Heist - als mrs. Cunningham
- 2015 Chasing Yesterday - als Linda
- 2014 Lady Peacock - als Angie
- 2014 Jersey Justice - als Polly O'Bannon
- 2014 Wishin' and Hopin' - als moeder Filomena
- 2014 Deep in the Darkness - als Zellis
- 2014 The Coffee Shop - als Gayle
- 2013 Truth - als dr. Carter Moore
- 2012 Curiosity Killed the Cat – als Gayle
- 2011 The Coffee Klash – als Gayle
- 2011 Hell Grace – als moeder
- 2011 Whisper Me a Lullaby – als tante Jane
- 2011 The Life Zone – als Dr. Victoria Wise
- 2011 The Grand Theft – als Barbara Blushe
- 2010 Fake – als Mevr. Needham
- 2010 An Affirmative Act – als Lori Belmont
- 2010 Jersey Justice – als Polly O'Bannon
- 2010 Three Chris's – als Dolores Kelly
- 2010 Hypothermia – als Helen Pelletier
- 2009 Taking Chance – als Chris Phelps
- 2009 Jackrabbit Sky – als Evelyn Boden
- 2007 The Girl Next Door – als Ruth Chandler
- 2006 Underdogs – als Marie
- 1994 Dead Funny – als Barbara
- 1991 Livin' Large! – als Kate Penndragin
- 1990 The Handmaid’s Tale – als Ofglen
- 1988 Bum Rap – als Lisa DuSoir
- 1988 Shakedown – als Gail Feinberger
- 1986 Raw Deal – als Amy Kaminsky
- 1986 Nobody's Child – als Shari
- 1985 Embassy – als Megan Hillyer
- 1984 Sixteen Candles – als Ginny Baker
- 1983 The Awakening of Candra – als Candra Torres
- 1983 Cold Feet – als Leslie Christo
- 1982 The Day the Bubble Burst – als Jolan Slezsak
- 1982 The Tragedy of Romeo and Juliet – als Juliet
- 1979 Mary and Joseph: A Story of Faith – als Mary
- 1979 French Postcards – als Laura
- 1979 The Seduction of Joe Tynan – als Janet

### Televisieseries
Uitgezonderd eenmalige gastrollen.
- 1978 Holocaust – als Anna Weiss – 2 afl.

### Filmproducente
- 2014 Infidelity - korte film
- 2012 Ruth Madoff Occupies Wall Street - korte film
- 2011 The Grand Theft - film

### Scenarioschrijfster
- 2019 Make America Safe Again - korte film
- 2017 Streetwrite - korte film
- 2014 The Coffee Shop - film
- 2012 Ruth Madoff Occupies Wall Street - korte film
- 2011 The Grand Theft - film

- Bibliothèque nationale de France: cb160087852 (data)
- Gemeinsame Normdatei: 1061973050
- International Standard Name Identifier: 0000 0001 1477 9308
- Library of Congress Control Number: no99065697
- Nationale bibliotheek van Australië: 36585960
- Nationale Bibliotheek van Israël: 987007327833105171
- Trove: 1306639
- Virtual International Authority File: 94980679
- WorldCat: E39PBJf8vw3tbFhWcT4YJJ4rMP